# Heron
Heron (tudi Hero) [hêron/hêro] (starogrško Ήρων ο Αλεξανδρεύς, latinizirano: Hero hó Aleksandreŭs), grški fizik, matematik, geometer in inženir, * okoli 20, Aleksandrija, † okoli 100.

## Življenje in delo
Po letu 150 pr. n. št. je Ptolemajski Egipt začel propadati in leta 30 pr. n. št. postal rimska provinca. Znanost v Aleksandriji je zamrla. Heron je bil poleg Menelaja eden od zadnjih učenjakov v Aleksandriji. 
O njegovem življenju ni znanega skoraj nič. Do nedavnega nismo vedeli niti tega, v katerem stoletju je živel. Izkazalo se je, da je bil Lunin mrk, ki ga je omenjal v svojih spisih, viden iz Aleksandrije leta 62, tako da je prav gotovo živel okoli leta 75. 
Znana je njegova Heronova buča. To je votla krogla, na katero so pritrdili dve zakrivljeni cevi. Ko so vodo v krogli zavreli, je para uhajala skozi cevi. Zaradi zakona o akciji in reakciji, ki ga je pozneje pojasnil Isaac Newton, se je pričela krogla hitro vrteti. To je bila prva metoda pretvarjanja energije pare v gibanje, kar je zametek parnega stroja. Napravo danes uporabljajo za zalivanje trave. 
Heron je pisal o mehaniki in geometriji. Opisoval je različna preprosta orodja (vzvod, škripčevje, kolo, strmino, vijak, zagozdo), s katerimi lahko silo pravilno usmerjamo in jo ojačujemo. 
Pravilno je pojasnil in posplošil Arhimedovo načelo vzvoda. Pri konstruiranju domiselnih naprav je uporabljal nateg, brizgalke in zobnike. Zobnike je uporabil za pretvarjanje vrtenja koles na vozovih v obračanje posebnega kazalca, primitivnega števca za dolžino. 
O zraku je napisal knjigo, ki je daleč prehitela svoj čas. Dokazal je, da je zrak snov. S poskusom je pokazal, da voda ne more vdreti v posodo, napolnjeno z zrakom, če posoda nima tudi odprtine, skozi katero bi lahko zrak uhajal. Na osnovi dejstva, da je zrak stisljiv, je tudi trdil, da je sestavljen iz posameznih delcev, ki jih ločuje prazen prostor, kar je zagovor Demokritovega atomizma. Tema stisljivosti zraka je zaživela šele z Boylom. 
V geometriji je znan po svoji enačbi, s katero se izračuna ploščino trikotnika z njegovimi stranicami:
{\displaystyle p={\sqrt {s(s-a)(s-b)(s-c)}},\qquad (a+b+c=2s)\!\,.}
Napisal je tudi knjigo o zrcalih in o svetlobi. Mislil je, da je vid posledica svetlobe, ki jo oddajajo oči in da svetloba potuje z neskončno hitrostjo. Trdil je tudi, da je odbojni kot svetlobnega žarka enak vpadnemu kotu.